# Utilisation d'Internet

Pourcentage d'internautes par pays (par rapport au nombre d'habitants du pays).

Ne doit pas être confondu avec Usage de l'Internet ou Accès à Internet.
 (mars 2024).
Cet article présente l'utilisation du réseau mondial Internet dans le monde.

## Statistiques

### Nombre d'internautes
L'internaute est défini sur le site internetworldstats.com comme étant une personne de plus de 2 ans, qui s'est connectée durant les 30 derniers jours.
D'après l'Union internationale des télécommunications (ITU), le nombre d'internautes fin 2016 est d'environ 3,9 milliards (environ 47 % de la population mondiale). En avril 2017, 3,81 milliards d’internautes (soit 51 % de la population - alors que ce pourcentage avoisinait les 15 % en 2005 seulement) et 2,91 milliards d’inscrits sur les réseaux sociaux (soit 39 % de la population).
En juin 2018, l'ITU compte 4,2 milliards d'internaute soit 55 % de la population mondiale.

### Nombre de serveurs
Le nombre de serveurs web raccordés à l'Internet dans le monde a dépassé les 200 millions en janvier 2009. Il serait en avril 2010 de 205 368 103, dont 53,9 % de serveurs Apache; les dernières données nous donne un chiffre de 232 millions de serveurs en 2015. Cette statistique ne prend pas en compte le nombre de serveurs installés pour les autres types de protocoles.

## Internet par pays
| Pays             | Pourcentage | Détails                      |
| ---------------- | ----------- | ---------------------------- |
| Norvège          | 96,30 %     |                              |
| Suède            | 92,52 %     |                              |
| Pays-Bas         | 93,17 %     |                              |
| Royaume-Uni      | 91,61 %     |                              |
| Qatar            | 91,49 %     |                              |
| Japon            | 90,58 %     | Internet au Japon            |
| États-Unis       | 87,36 %     | Internet aux États-Unis      |
| Canada           | 87,12 %     | Internet au Canada           |
| Suisse           | 87,00 %     | Internet en Suisse           |
| Allemagne        | 86,19 %     | Internet en Allemagne        |
| Nouvelle-Zélande | 85,50 %     | Internet en Nouvelle-Zélande |
| Australie        | 84,56 %     | Internet en Australie        |
| Corée du Sud     | 84,33 %     |                              |
| Belgique         | 85,00 %     | Internet en Belgique         |
| France           | 83,75 %     | Internet en France           |
| Taïwan           | 83,99 %     | Internet à Taïwan            |
| Espagne          | 76,19 %     |                              |
| Chili            | 72,35 %     |                              |
| Russie           | 70,52 %     | Internet en Russie           |
| Pologne          | 66,60 %     |                              |
| Arabie saoudite  | 63,70 %     |                              |
| Argentine        | 64,70 %     |                              |
| Italie           | 61,96 %     |                              |
| Uruguay          | 61,46 %     |                              |
| Brésil           | 57,60 %     | Internet au Brésil           |
| Maroc            | 56,80 %     | Internet au Maroc            |
| Roumanie         | 54,08 %     |                              |
| Turquie          | 51,04 %     | Internet en Turquie          |
| Chine            | 49,30 %     | Internet en Chine            |
| Afrique du Sud   | 49,00 %     | Internet en Afrique du Sud   |
| Tunisie          | 46,16 %     | Internet en Tunisie          |
| Mexique          | 44,39 %     |                              |
| Moyenne mondiale | 43,40 %     | (2015)                       |
| Nigeria          | 42,68 %     |                              |
| Honduras         | 19,08 %     |                              |
| Algérie          | 28 %        | Internet en Algérie          |
| Inde             | 18,00 %     | Internet en Inde             |
| Ouganda          | 17,71 %     |                              |
| Sénégal          | 17,70 %     |                              |
| Indonésie        | 17,14 %     |                              |
| Pakistan         | 13,80 %     |                              |
| Bangladesh       | 9,60 %      | Internet au Bangladesh       |
| Birmanie         | 2,10 %      |                              |
| Timor oriental   | 1,14 %      |                              |
| Érythrée         | 0,99 %      |                              |
| Corée du Nord    | —           | Internet en Corée du Nord    |

## Internationalisation du web

### Contraintes linguistiques
L'Internet Corporation for Assigned Names and Numbers (ICANN), a indiqué, le lundi 8 octobre 2007, que les noms des sites Internet pourront être rédigés dans onze alphabets non occidentaux, sept années après avoir pris la décision. Avant cette date, seul l'alphabet latin pouvait être utilisé.

### Les langues dans l'Internet
La question de l'étendue de la domination de la langue anglaise dans l'Internet a été et continue d'être un sujet de controverse; de toute façon la représentation relative des langues dans l'Internet est une donnée qui change rapidement, sans perdre de vue que parmi les plus de 6 000 langues existantes moins de 500 ont une existence numérique,,.
Les deux principaux indicateurs des langues dans l'Internet sont :
- La langue des utilisateurs de l'Internet.
- La langue des contenus dans l'Internet.

Les données sur les langues peuvent être spécifiées soit seulement en relation avec la langue maternelle (également appelée première langue et notée L1) ou en relation avec première langue plus seconde langue (L1+L2). Les données quantitatives sur les secondes langues sont loin d'être consensuelles et les différences sont une des causes principales de déviation entre les données proposées sur les langues utilisées dans l'Internet.
- En ce qui concerne les utilisateurs, il existe un consensus pour établir que les trois langues majeures sont respectivement l'anglais, le chinois et l'espagnol ; au-delà le consensus est perdu.
- En ce qui concerne les contenus, il n'y a pas de consensus sur le classement des langues.

Pour la langue des utilisateurs, la source principale et la plus crédible sur le pourcentage de personnes connectées à l'Internet par pays est l'UIT. À partir de cette source autorisée des Nations unies, deux sources en déduisent les pourcentages de personnes connectées par langue, avec quelques différences :
- Selon les dernières données d'InternetWorldStats (mars 2020), les 10 langues du haut de classement pour les utilisateurs connectés sont respectivement : l'anglais, le chinois, l'espagnol, l'arabe, le portugais, le malais, le français,le japonais, le russe,  et l'allemand. De plus, cette source offre des données par pays ou région sur une variété d'autres éléments de l'Internet.

- Selon la  dernière étude (mars 2022) de l'Observatoire pour la diversité linguistique et culturelle dans l'Internet, les 10 langues de tête sont, respectivement: l'anglais, le chinois, l'espagnol, l'hindi, le russe, l'arabe, le portugais, le français, le malais, l'allemand et le japonais.
- Selon TV5 monde le français est la quatrième langue la plus parlée sur internet.

De plus, cette étude offre un ensemble détaillé d'indicateurs pour les 329 langues de plus d'un million de locuteurs en première langue.
Les différences entre les deux sources semblent provenir des données démo-linguistiques et des modes de calcul des pourcentages mondiaux pour les populations L1+L2 par langue.
Pour la langue des contenus, deux sources existent et présentent d'importantes différences (données de mars 2022):
- Selon W3Techs, les langues avec le plus de contenus sont, respectivement: l'anglais (63,4%) le russe (6,6%), le turc (3,9%), l'espagnol (3,6%), le persan (3,5%), le français (2,6%), l'allemand (2,2%), le japonais (2%), le vietnamien (1,8%) et le chinois (1,4%)[7].
- Selon l'Observatoire, les langues de tête sont: le chinois et l'anglais (20% chacune), l'espagnol (8%), suivi par l'hindi, le russe, le français, le portugais et  l'arabe (3,5% chacune), puis le japonais et l'allemand (2,5% chacune)[10].

L'Observatoire, dont la méthode est décrite dans un article revu par des paires dans le journal Frontiers, avance que la non prise en compte du multilinguisme par W3Techs, qui applique un algorithme de reconnaissance de langue sur les pages d'entrée des 10 millions de sites web les plus visités, et attribue une langue unique à chaque site provoque un fort biais en faveur de l'anglais. D'autre part il constate une très grande sous-estimation de plusieurs langues asiatiques, en premier lieu le chinois et les langues de l'Inde.
L'anglais, 3e langue maternelle la plus parlée dans le monde avec 335 millions de locuteurs et de facto la langue véhiculaire internationale parlée comme 2e langue par 505 millions de personnes qui apportent leurs contributions à internet dans une certaine partie en anglais en plus d'une contribution dans leur propre langue maternelle. L'anglais est ainsi la langue ayant le plus d'internautes avec 873 millions d'internautes au 30 novembre 2015. La population anglophone en ligne augmente rapidement, gagnant 72 millions d'internautes en l'espace de deux ans entre le 31 décembre 2013 (801 millions) et le 30 novembre 2015 (873 millions). Elle est également la langue la plus présente sur internet avec 54 % des sites web ayant leur contenu en anglais le 31 décembre 2015, une proportion de contenu qui régresse néanmoins de 56 % à 54 % entre les 31 décembre 2014 et 2015.
Le chinois, langue maternelle la plus parlée dans le monde avec 1,2 milliard de locuteurs, est la 2e langue ayant le plus d'internautes avec 704 millions d'internautes au 30 novembre 2015. La population sinophone en ligne augmente rapidement, gagnant 55 millions d'internautes en l'espace de deux ans entre le 31 décembre 2013 (649 millions) et le 30 novembre 2015 (704 millions). Elle est la 9e langue de contenu la plus présente sur internet avec 2,1 % des sites web ayant leur contenu en chinois le 31 décembre 2015. Malgré cette forte augmentation du nombre d'internautes, on observe une décroissance continue de la proportion de contenu en langue chinoise entre les 31 décembre 2014 et 2015.
L'espagnol, 2e langue maternelle la plus parlée dans le monde avec 399 millions de locuteurs, est la 3e langue ayant le plus d'internautes avec 257 millions d'internautes au 30 novembre 2015. La population hispanophone en ligne augmente également rapidement, gagnant 35 millions d'internautes en l'espace deux ans entre le 31 décembre 2013 (222 millions) et le 30 novembre 2015 (257 millions) et connait encore un taux de pénétration relativement faible de 58 % augurant d'un potentiel de croissance conséquent. Elle est également la 5e langue la plus présente sur internet avec 4,8 % des sites web ayant leur contenu en espagnol le 31 décembre 2015.
Une grande absente du tableau ci-dessous est l'hindi, une des langues les plus parlées du monde et la langue la plus parlée en Inde (langue véhiculaire du pays (à l’exception des locuteurs de tamoul), ses différents dialectes sont compris par 54 % des indiens dont 41 % en tant que langue maternelle et 13 % en tant que seconde ou troisième langue ; l'hindi standard, excluant ses dialectes, serait quant à lui la langue maternelle de 25 % des indiens, voire deux fois moins selon certains linguistes). Cela est dû à des facteurs tels que le manque d'accès à l'internet (seulement 402 millions des 1,3 milliard d'indiens (soit 31 % de la population) y ont accès fin 2015), un manque flagrant de contenus en langues locales, ainsi que l'absence de claviers adaptés.
| Position | Langue            | Utilisateurs (millions) | Population Totale (millions) | % ensemble des utilisateurs internet | Pénétration Internet par langue (% population) | Croissance (2000-2020) % |
| -------- | ----------------- | ----------------------- | ---------------------------- | ------------------------------------ | ---------------------------------------------- | ------------------------ |
| 1        | Anglais           | 1186,4                  | 1531,1                       | 25,9                                 | 77,5                                           | 742.9                    |
| 2        | Chinois           | 888,4                   | 1477,1                       | 19,4                                 | 60,1                                           | 2650.4                   |
| 3        | Espagnol          | 363,6                   | 516,6                        | 7,9                                  | 70,4                                           | 1511.0                   |
| 4        | Arabe             | 237,4                   | 447,5                        | 5,2                                  | 53,0                                           | 9348.0                   |
| 5        | Portugais         | 171,7                   | 290,9                        | 3,7                                  | 59,0                                           | 2167.0                   |
| 6        | Indonésien/Malais | 198                     | 306,3                        | 4,3                                  | 64,6                                           | 3356.0                   |
| 7        | Français          | 151,7                   | 431,5                        | 3,3                                  | 35,2                                           | 1164.6                   |
| 8        | Japonais          | 118,6                   | 126,4                        | 2,6                                  | 93,8                                           | 152.0                    |
| 9        | Russe             | 116,3                   | 145,9                        | 2,5                                  | 79,7                                           | 3653.4                   |
| 10       | Allemand          | 92,5                    | 98,8                         | 2,0                                  | 93,8                                           | 236.2                    |
| #        | Reste des langues | 1060,5                  | 2522,8                       | 23,1                                 | 42,0                                           | 1114.1                   |